# Renate Fischer (Skilangläuferin)
Renate Fischer (* 1. Juli 1943 als Renate Köhler in Chemnitz) ist eine ehemalige deutsche Skilangläuferin.
Sie startete für den SC Traktor Oberwiesenthal und international für die DDR. Fischer nahm an den Olympischen Spielen 1968 in Grenoble (noch als Renate Köhler) und 1972 in Sapporo teil. Bei den Weltmeisterschaften 1970 in Strebske Pleso gewann sie in der 3 × 5-km-Staffel gemeinsam mit Gabriele Haupt und Anna Unger die Silbermedaille. Das war die erste Medaille im nordischen Skisport bei den Frauen für die DDR. Bei der Olympiade 1968 belegte sie über 5 km den 14., über 10 km den 16. und mit der Staffel den 6. Platz. 4 Jahre später in Sapporo erreichte sie über 5 km Platz 14, über 10 km Platz 9 und mit der Staffel Platz 5.
Bei DDR-Meisterschaften gewann sie viermal Gold mit der Staffel und zwei Einzeltitel über 5 km.